# Годи, Ли
Ли Годи (англ. Lee Godie), урождённая Джамот Эмили Годи (англ. Jamot Emily Godee, 1 сентября 1908 — 2 марта 1994) — американская художница-самоучка, работавшая в Чикаго с конца 1960-х до начала 1990-х годов. Она была продуктивной художницей, известной своими картинами и модифицированными фотографиями, которые выставлены в галереях и музеях, таких как Галерея Хейворд в Лондоне и Смитсоновский музей американского искусства. Её часто считают художницей с самым большим числом коллекций в Чикаго.

## Жизнь
Годи родилась в Чикаго. Она и десять её братьев и сестер выросли в семье приверженцев христианской науки. Её семья жила в небольшом доме на северо-западной стороне; она спала на чердаке со своими сёстрами.
Ли Годи, как известно, опасалась разглашения личной информации о себе. Она была дважды замужем и у неё было четверо детей. Возможно, когда-то она хотела стать певицей, но один из мужей не разрешил ей это. После смерти двух детей её жизнь изменилась, и Годи заново открыла себя как художница в Чикаго. Годи оставалась в центре Чикаго почти 30 лет, став частью социальной среды за это время.
Годи жила на улице, спала на открытом воздухе или во временных гостиницах. Её можно было увидеть спящей на улице при минусовой температуре, «на бетонной скамейке… сжимая в руке большой чёрный портфель». Жизнь на открытом воздухе, казалось, была её выбором, поскольку у неё было довольно много сбережений, и, похоже, ей не нравилось находиться в помещении.
У Годи был уникальный стиль в одежде, и её можно было увидеть в разных образцах ткани, обёрнутых вокруг себя, или в шубах, собранных вместе. Она также использовала краску, чтобы изменить свою внешность, нарисовав «большие оранжевые круги на каждой щеке» и нанеся тени для век.
Статья о Годи в The Wall Street Journal оповестила одну из её дочерей, Бонни Бланк, о том, где она живёт. Бланк не видела свою мать с тех пор, как ей исполнилось 3 года. Когда Годи познакомилась с дочерью, она настояла на том, чтобы у Бланк были уроки рисования, которые она давала ей сама. В 1991 году Бланк получила законную опеку над своей матерью, которая страдала слабоумием, и она перевела её в дом престарелых недалеко от Плано, штат Иллинойс.

## Работа
Начиная с 1968 года Годи можно было увидеть на ступенях Чикагского института искусств, где она продавала свои работы прохожим. Позже она переехала в северную часть Чикаго после разногласий с куратором.
Годи была самопровозглашённой французской импрессионисткой и считала свою работу столь же значительной, как и работы Поля Сезанна. Она внимательно относилась к тому, кому продавала своё искусство и даже с кем разговаривала, предпочитая общаться с «художниками». Она продавала или открывала свои работы только тем, кто ей нравился, и включала исполнение, такое как песни и танцы, в процесс продажи и создания своего искусства. Сделка по покупке её произведений искусства у Годи считалась «частью волшебства, даже частью самого искусства».
Картины Годи были созданы в различных средах, включая акварель, карандаш, темперу, шариковую ручку и мелок, а также на ряде поверхностей, таких как холст, картон для плакатов, листы бумаги и выброшенные оконные жалюзи. Некоторые из её работ представляли собой несколько частей, сшитых вместе наподобие триптиха или книги. Годи чаще всего рисовала женские бюсты, которые, по её мнению, были «выражением красоты». Её портреты часто были личными: она рисовала себя, друзей, прохожих и известных личностей. Она также создала «архетипических персонажей… отчасти культурную икону, отчасти личный символизм». Художник и редактор по дизайну в Chicago Tribune Дэвид Сайрек пишет: «Картины Ли обладают интенсивностью, которой нет в большей части аутсайдерского искусства». Искусствовед Деннис Адриан назвал её работы смелыми и сильными.
Также в набор произведений искусства, созданных Годи, входят чёрно-белые снимки из фотобудок, в которых она снималась в разных образах. Годи начала работать над ними в 1970-х. Она делала эти фотографии и украшала их определённые части, добавляя цвет своим губам или ногтям или рисуя более тёмные брови. Её фотографии часто считаются её самой «высоко оценённой изобретательной работой». Она одевалась по-разному для каждой фотографии и добавляла цвет, слова или стирала части фотографий. О её фотографиях Ральф Ругофф, директор галереи Хейворд в Лондоне, говорит: «Эти изображения очень сильны на многих уровнях. Они так же захватывают, как работы любого опытного фотографа».
Работы Годи были представлены на многих выставках. С 13 ноября 1993 года по 16 января 1994 года в Чикаго была представлена выставка под названием «Художница Ли Годи: двадцатилетняя ретроспектива», которую курировал Майкл Бонстил, написавший статью «Ли Годи» в журнале Raw Vision; выставка была представлена в Чикагском культурном центре. С 12 сентября 2008 года по 3 января 2009 года в Intuit: The Center for Intuitive and Outsider Art проходила выставка из более чем 100 работ Ли Годи под названием «В поисках красоты: искусство Ли Годи». Её работы можно найти в постоянных коллекциях Американского музея народного искусства в Нью-Йорке, Художественного музея Милуоки, Центра искусств Арканзаса, Смитсоновского музея американского искусства и Музея современного искусства в Чикаго.

## Признание в Чикаго
В 1991 году мэр Чикаго Дэйли провозгласил сентябрь «месяцем выставок Ли Годи». Объявление, в частности, гласит:

Итак, поэтому я, Ричард М. Дэйли, мэр города Чикаго, настоящим провозглашаю период с 6 сентября по 8 октября 1991 года Месяцем выставок Ли Годи в Чикаго и призываю всех граждан воздать должное одарённой художнице.
Оригинальный текст (англ.)Now, Therefore, I, Richard M. Daley, Mayor of the City of Chicago, do hereby proclaim September 6-October 8, 1991 to be Lee Godie Exhibition Month in Chicago and urge all citizens to pay homage to a gifted artist.
— 